# Slashpuzzel
Een slashpuzzel is een woordpuzzel die verwant is aan de kruiswoordpuzzel. 
De puzzel is afkomstig uit Polen en heet in het Pools ukośnik en betekent 'slash', het leesteken ‘schuine streep’. 
Het diagram van een slashpuzzel is 45 graden gedraaid ten opzichte van klassieke kruiswoordpuzzels. De oplossingen worden diagonaal ingevuld, zowel van linksboven naar rechtsonder (slash) als van rechtsboven naar linksonder (backslash).

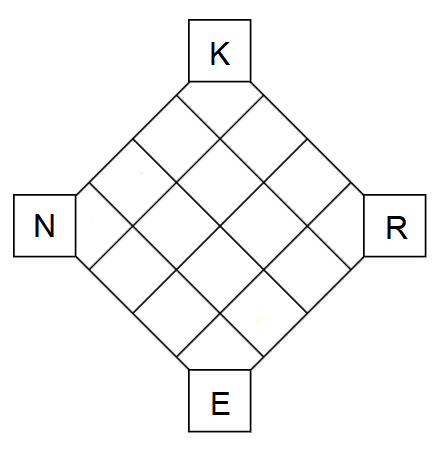
Voorbeeldpuzzel
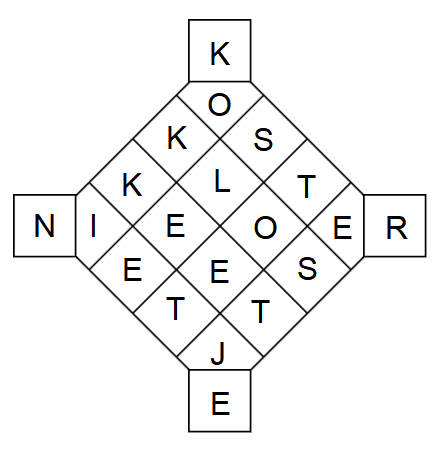
Oplossing van de slashpuzzel